# برگزیده‌های پرنسس دیزنی
| بررسی انتقادی | بررسی انتقادی |
| منبع          | رتبه‌بندی      |
| ------------- | ------------- |
| آل‌میوزیک      | [ ۱ ]         |

برگزیده‌های پرنسس دیزنی (به انگلیسی: Disney's Princess Favorites) یک آلبوم از سال ۲۰۰۲ است که توسط والت دیزنی رکوردز منتشر شد که تا حدی به عنوان موسیقی متن فیلم پویانمایی ویدئویی سیندرلا ۲: رؤیاها به حقیقت می‌پیوندند (که هرگز موسیقی متن واقعی برای آن منتشر نشد) عمل می‌کند، اما همچنین به عنوان یک استاندارد از مجموعه‌ای از ترانه‌های کلاسیک مربوط به پرنسس دیزنی خدمت می‌کند. این فیلم در ۵ فوریه ۲۰۰۲ منتشر شد و به رتبه سوم جدول برتر صوتی کودک بیلبورد رسید.

## فهرست ترانه‌ها
1. «نخواهم گفت (عاشق هستم)» - سوزان ایگان، لیلیاس وایت، لاچانز، راز رایان، شریل فریمن و وینیز توماس (هرکول)
2. «بل» - پیج اوهارا و ریچارد وایت (دیو و دلبر)
3. «امشب می‌توانی عشق را احساس کنی» - کریستل ادواردز، جوزف ویلیامز، سالی دوورسکی، ناتان لین و ارنی سابلا (شیرشاه)
4. «اگر نمی‌توانم او را دوست داشته باشم» - ترنس مان (موزیکال دیو و دلبر در برادوی)
5. «بازتاب» - لی سالونگا (مولان)
6. «خارج از هوا» - لیز کالاوی و برد کین (علاءالدین و شاه دزدان)
7. «دختر را ببوس» - ساموئل رایت (پری دریایی کوچولو)
8. «روزگاری در یک رؤیا» - مری کاستا و بیل شرلی (زیبای خفته)
9. «قلب خود را دنبال کن» - بروک آلیسون (سیندرلا ۲: رؤیاها به حقیقت می‌پیوندند)
10. «جهان به تو نگاه می‌کند» - بروک آلیسون (سیندرلا ۲: رؤیاها به حقیقت می‌پیوندند)
11. «چیزی که در درون است مهم است» - بروک آلیسون (سیندرلا ۲: رؤیاها به حقیقت می‌پیوندند)
12. «روی هم بگذارش» (بی‌بیدی-بابیدی-بو) - بروک آلیسون (سیندرلا ۲: رؤیاها به حقیقت می‌پیوندند)